# 2022–2023-as UEFA-bajnokok ligája
A 2022–2023-as UEFA-bajnokok ligája a legrangosabb európai nemzetközi labdarúgókupa, mely jelenlegi nevén a 31., jogelődjeivel együttvéve pedig a 68. alkalommal került kiírásra. A döntőnek az isztambuli Atatürk Olimpiai Stadion adott otthont. A győztes részt vesz a 2023-as UEFA-szuperkupa döntőjében, ahol az ellenfele a 2022–2023-as Európa-liga győztese lesz.

## A besorolás rendszere
A 2022–2023-as UEFA-bajnokok ligájában az Európai Labdarúgó-szövetség (UEFA) 53 tagországának 78 csapata vett részt (Liechtenstein nem rendezett bajnokságot). Az országonként indítható csapatok számát, illetve a csapatok selejtezőköri besorolását a labdarúgó-bajnokságokra vonatkoztatott UEFA ország-együtthatói alapján végezték.
A 2022–2023-as UEFA-bajnokok ligájában országonként indítható csapatok száma
- Az 1–4. helyen rangsorolt országok négyet,
- az 5–6. helyen rangsorolt országok hármat,
- a 7–15. helyen rangsorolt országok kettőt (kivéve Oroszország),
- a 16–55. helyen rangsorolt országok (kivéve Liechtenstein) egyaránt egy-egyet indíthattak.
- A BL 2021–2022-es és az EL 2021–2022-es kiírásának győztesének a csoportkörben biztosítottak helyet.

### Rangsor
A 2022–2023-as UEFA-bajnokok ligája kiosztott helyeihez a 2021-es ország-együtthatót vették alapul, amely az országok csapatainak teljesítményét vette figyelembe a 2016–17-es szezontól a 2020–21-esig.
| Hely. | Szövetség     | Koeff.  | Cs | Mj       |
| ----- | ------------- | ------- | -- | -------- |
| 1.    | Anglia        | 100,569 | 4  |          |
| 2.    | Spanyolország | 97,855  | 4  |          |
| 3.    | Olaszország   | 75,438  | 4  |          |
| 4.    | Németország   | 73,570  | 4  |          |
| 5.    | Franciaország | 56,081  | 3  |          |
| 6.    | Portugália    | 48,549  | 3  |          |
| 7.    | Hollandia     | 39,200  | 2  |          |
| 8.    | Oroszország   | 38,382  | 0  | kizárták |
| 9.    | Belgium       | 36,500  | 2  |          |
| 10.   | Ausztria      | 35,825  | 2  |          |
| 11.   | Skócia        | 33,375  | 2  |          |
| 12.   | Ukrajna       | 33,100  | 2  |          |
| 13.   | Törökország   | 30,100  | 2  |          |
| 14.   | Dánia         | 27,875  | 2  |          |
| 15.   | Ciprus        | 27,750  | 2  |          |
| 16.   | Szerbia       | 26,750  | 1  |          |
| 17.   | Csehország    | 26,600  | 1  |          |
| 18.   | Horvátország  | 26,275  | 1  |          |
| 19.   | Svájc         | 26,225  | 1  |          |

| Hely. | Szövetség           | Koeff. | Cs | Mj |
| ----- | ------------------- | ------ | -- | -- |
| 20.   | Görögország         | 26,000 | 1  |    |
| 21.   | Izrael              | 24,375 | 1  |    |
| 22.   | Norvégia            | 21,000 | 1  |    |
| 23.   | Svédország          | 20,500 | 1  |    |
| 24.   | Bulgária            | 20,375 | 1  |    |
| 25.   | Románia             | 18,200 | 1  |    |
| 26.   | Azerbajdzsán        | 16,875 | 1  |    |
| 27.   | Kazahsztán          | 15,625 | 1  |    |
| 28.   | Magyarország        | 15,500 | 1  |    |
| 29.   | Fehéroroszország    | 15,250 | 1  |    |
| 30.   | Lengyelország       | 15,125 | 1  |    |
| 31.   | Szlovénia           | 14,250 | 1  |    |
| 32.   | Szlovákia           | 13,625 | 1  |    |
| 33.   | Liechtenstein       | 9,000  | 0  |    |
| 34.   | Litvánia            | 8,750  | 1  |    |
| 35.   | Luxemburg           | 8,250  | 1  |    |
| 36.   | Bosznia-Hercegovina | 8,000  | 1  |    |
| 37.   | Írország            | 7,875  | 1  |    |
| 38.   | Észak-Macedónia     | 7,625  | 1  |    |

| Hely. | Szövetség       | Koeff. | Cs | Mj |
| ----- | --------------- | ------ | -- | -- |
| 39.   | Örményország    | 7,375  | 1  |    |
| 40.   | Lettország      | 7,375  | 1  |    |
| 41.   | Albánia         | 7,250  | 1  |    |
| 42.   | Észak-írország  | 6,958  | 1  |    |
| 43.   | Grúzia          | 6,875  | 1  |    |
| 44.   | Finnország      | 6,875  | 1  |    |
| 45.   | Moldova         | 6,875  | 1  |    |
| 46.   | Málta           | 6,375  | 1  |    |
| 47.   | Feröer-szigetek | 6,125  | 1  |    |
| 48.   | Koszovó         | 5,833  | 1  |    |
| 49.   | Gibraltár       | 5,666  | 1  |    |
| 50.   | Montenegró      | 5,000  | 1  |    |
| 51.   | Wales           | 5,000  | 1  |    |
| 52.   | Izland          | 4,875  | 1  |    |
| 53.   | Észtország      | 4,750  | 1  |    |
| 54.   | Andorra         | 3,331  | 1  |    |
| 55.   | San Marino      | 1,166  | 1  |    |

### Lebonyolítás
A torna lebonyolítása az alábbi.
Az orosz csapatok kizárása miatt a lebonyolításban a következő változások voltak:
- A 11. helyen rangsorolt bajnokság (Skócia) győztese a rájátszásból a csoportkörbe került.
- A 13. helyen rangsorolt bajnokság (Törökország) győztese a 3. selejtezőkörből a rájátszásba került.
- A 15. helyen rangsorolt bajnokság (Ciprus) győztese a 2. selejtezőkörből a 3. selejtezőkörbe került.
- A 18. és 19. helyen rangsorolt bajnokságok (Horvátország, Svájc) győztesei az 1. selejtezőkörből a 2. selejtezőkörbe kerültek.

A 2021–2022-es BL győztese a bajnokságban elért helyezése alapján is részvételi jogot szerzett, ezért a lebonyolításban a következő változások voltak:
- A 12. helyen rangsorolt bajnokság (Ukrajna) győztese a rájátszásból a csoportkörbe került.
- A 14. helyen rangsorolt bajnokság (Dánia) győztese a 3. selejtezőkörből a rájátszásba került.
- A 16. helyen rangsorolt bajnokság (Szerbia) győztese a 2. selejtezőkörből a 3. selejtezőkörbe került.
- A 20. és 21. helyen rangsorolt bajnokságok (Görögország, Izrael) győztesei az 1. selejtezőkörből a 2. selejtezőkörbe kerültek.

|                                      |                                      | A szakaszban bekapcsolódó csapatok | Az előző forduló továbbjutói                                                      |
| ------------------------------------ | ------------------------------------ | --- | --------------------------------------------------------------------------------- |
| Előselejtező (4 csapat)              | Előselejtező (4 csapat)              | - 4 bajnok az 52–55. helyen rangsorolt bajnokságokból |                                                                                   |
| 1. selejtezőkör (30 csapat)          | 1. selejtezőkör (30 csapat)          | - 30 bajnok a 22–51. helyen rangsorolt bajnokságokból (kivéve Liechtenstein) | - 1 győztes az előselejtezőből                                                    |
| 2. selejtezőkör                      | Bajnoki ág (20 csapat)               | - 5 bajnok a 17–21. helyen rangsorolt bajnokságokból | - 15 győztes az 1. selejtezőkörből                                                |
| 2. selejtezőkör                      | Nem bajnoki ág (6 csapat)            | - 6 második a 10–15. helyen rangsorolt bajnokságokból |                                                                                   |
| 3. selejtezőkör                      | Bajnoki ág (12 csapat)               | - 2 bajnok a 15–16. helyen rangsorolt bajnokságból | - 10 győztes a 2. selejtezőkörből                                                 |
| 3. selejtezőkör                      | Nem bajnoki ág (8 csapat)            | - 3 második a 7–9. helyen rangsorolt bajnokságokból - 2 harmadik az 5–6. helyen rangsorolt bajnokságból | - 3 győztes a 2. selejtezőkör nem bajnoki ágáról                                  |
| Rájátszás                            | Bajnoki ág (8 csapat)                | - 2 bajnok a 13–14. helyen rangsorolt bajnokságból | - 6 győztes a 3. selejtezőkör bajnoki ágáról                                      |
| Rájátszás                            | Nem bajnoki ág (4 csapat)            | | - 4 győztes a 3. selejtezőkör nem bajnoki ágáról                                  |
| Csoportkör (32 csapat)               | Csoportkör (32 csapat)               | - a 2021–2022-es EL győztese - 11 bajnok az 1–12. helyen rangsorolt bajnokságokból (kivéve Oroszország) - 6 második az 1–6. helyen rangsorolt bajnokságokból - 4 harmadik az 1–4. helyen rangsorolt bajnokságokból - 4 negyedik az 1–4. helyen rangsorolt bajnokságokból | - 4 győztes a rájátszás bajnoki ágáról - 2 győztes a rájátszás nem bajnoki ágáról |
| Egyenes kieséses szakasz (16 csapat) | Egyenes kieséses szakasz (16 csapat) | | - 8 csoportgyőztes - 8 csoportmásodik                                             |

### Csapatok
- BL – A 2021–2022-es UEFA-bajnokok ligája győztese
- EL – A 2021–2022-es Európa-liga győztese
- Zárójelben a csapat bajnokságban elért helyezése olvasható.
- F-x.: Az „F” betűvel és mellette a helyezés számával jelzett helyezések a félbeszakadt bajnokságot és az adott ország szövetsége által megállapított helyezéseket jelentik.

| Forduló | Forduló | Csapatok                | Csapatok                    | Csapatok               | Csapatok                  |  |  |
| ------- | ------- | ----------------------- | --------------------------- | ---------------------- | ------------------------- |  |  |
| CS      | CS      | Real Madrid (1.)BL      | Eintracht FrankfurtEL (11.) | Manchester City (1.)   | Liverpool (2.)            |  |  |
| CS      | CS      | Chelsea (3.)            | Tottenham Hotspur (4.)      | Barcelona (2.)         | Atlético Madrid (3.)      |  |  |
| CS      | CS      | Sevilla (4.)            | Milan (1.)                  | Internazionale (2.)    | Napoli (3.)               |  |  |
| CS      | CS      | Juventus (4.)           | Bayern München (1.)         | Borussia Dortmund (2.) | Bayer Leverkusen (3.)     |  |  |
| CS      | CS      | RB Leipzig (4.)         | Paris Saint-Germain (1.)    | Marseille (2.)         | Porto (1.)                |  |  |
| CS      | CS      | Sporting CP (2.)        | Ajax (1.)                   | Club Brugge (1.)       | Red Bull Salzburg (1.)    |  |  |
| CS      | CS      | Celtic (1.)             | Sahtar Doneck (F-1.)        |                        |                           |  |  |
| CS      | CS      |                         |                             |                        |                           |  |  |
| R       | B       | Trabzonspor (1.)        | København (1.)              |                        |                           |  |  |
|         |         |                         |                             |                        |                           |  |  |
| S3      | B       | Apollón Lemeszú (1.)    | Crvena zvezda (1.)          |                        |                           |  |  |
| S3      | NB      | Monaco (3.)             | Benfica (3.)                | PSV Eindhoven (2.)     | Union Saint-Gilloise (2.) |  |  |
| S3      | NB      | Sturm Graz (2.)         | Rangers (2.)                |                        |                           |  |  |
|         |         |                         |                             |                        |                           |  |  |
| S2      | B       | Viktoria Plzeň (1.)     | Dinamo Zagreb (1.)          | Zürich (1.)            | Olimbiakósz (1.)          |  |  |
| S2      | B       | Makkabi Haifa (1.)      |                             |                        |                           |  |  |
| S2      | NB      | Dinamo Kijiv (F-2.)     | Fenerbahçe (2.)             | Midtjylland (2.)       | AÉK Lárnakasz (2.)        |  |  |
|         |         |                         |                             |                        |                           |  |  |
| S1      | S1      | Bodø/Glimt (1.)         | Malmö FF (1.)               | Ludogorec Razgrad (1.) | CFR Cluj (1.)             |  |  |
| S1      | S1      | Qarabağ (1.)            | Tobil (1.)                  | Ferencváros (1.)       | Sahcjor Szalihorszk (1.)  |  |  |
| S1      | S1      | Lech Poznań (1.)        | Maribor (1.)                | Slovan Bratislava (1.) | Žalgiris (1.)             |  |  |
| S1      | S1      | F91 Dudelange (1.)      | Zrinjski Mostar (1.)        | Shamrock Rovers (1.)   | Shkupi (1.)               |  |  |
| S1      | S1      | Pjunik Jerevan (1.)     | RFS (1.)                    | Tirana (1.)            | Linfield (1.)             |  |  |
| S1      | S1      | Dinamo Batumi (1.)      | HJK (1.)                    | Sheriff Tiraspol (1.)  | Hibernians (1.)           |  |  |
| S1      | S1      | KÍ (1.)                 | Ballkani (1.)               | Lincoln Red Imps (1.)  | Sutjeska Nikšić (1.)      |  |  |
| S1      | S1      | The New Saints (1.)     |                             |                        |                           |  |  |
|         |         |                         |                             |                        |                           |  |  |
| ES      | ES      | Víkingur Reykjavík (1.) | FCI Levadia (1.)            | Inter d’Escaldes (1.)  | La Fiorita (1.)           |  |  |

Jegyzetek
- Oroszország (RUS): 2022. február 28-án kizárták az orosz klubokat a FIFA és az UEFA tornáiról.[5] 2022. május 2-án az UEFA megerősítette az orosz csapatok kizárását az UEFA 2022–23-as tornáiról.[4]

## Fordulók és időpontok
A mérkőzések időpontjai a következők.
Mivel a 2022-es labdarúgó-világbajnokság 2022. november 21. és december 18. között lesz Katarban, ezért a csoportkör 2022 szeptemberének első hetén kezdődik és 2022 novemberének első hetén fejeződik be.
A sorsolásokat – a csoportkör sorsolásának kivételével – az UEFA székházában Nyonban, Svájcban tartják, a jelölt napokon 12 órától.
| Szakasz                  | Forduló        | Sorsolás dátuma     | 1. mérkőzés                                           | 2. mérkőzés                                           |
| ------------------------ | -------------- | ------------------- | ----------------------------------------------------- | ----------------------------------------------------- |
| Selejtezők               | Előselejtező   | 2022. június 7.     | 2022. június 21. (elődöntők)                          | 2022. június 24. (döntő)                              |
| Selejtezők               | 1. forduló     | 2022. június 14.    | 2022. július 5–6.                                     | 2022. július 12–13.                                   |
| Selejtezők               | 2. forduló     | 2022. június 15.    | 2022. július 19–20.                                   | 2022. július 26–27.                                   |
| Selejtezők               | 3. forduló     | 2022. július 18.    | 2022. augusztus 2–3.                                  | 2022. augusztus 9.                                    |
| Selejtezők               | Rájátszás      | 2022. augusztus 1.  | 2022. augusztus 16–17.                                | 2022. augusztus 23–24.                                |
| Csoportkör               | 1. mérkőzésnap | 2022. augusztus 25. | 2022. szeptember 6–7.                                 | 2022. szeptember 6–7.                                 |
| Csoportkör               | 2. mérkőzésnap | 2022. augusztus 25. | 2022. szeptember 13–14.                               | 2022. szeptember 13–14.                               |
| Csoportkör               | 3. mérkőzésnap | 2022. augusztus 25. | 2022. október 4–5.                                    | 2022. október 4–5.                                    |
| Csoportkör               | 4. mérkőzésnap | 2022. augusztus 25. | 2022. október 11–12.                                  | 2022. október 11–12.                                  |
| Csoportkör               | 5. mérkőzésnap | 2022. augusztus 25. | 2022. október 25–26.                                  | 2022. október 25–26.                                  |
| Csoportkör               | 6. mérkőzésnap | 2022. augusztus 25. | 2022. november 1–2.                                   | 2022. november 1–2.                                   |
| Egyenes kieséses szakasz | Nyolcaddöntők  | 2022. november 7.   | 2023. február 14–15., 21–22.                          | 2023. március 7–8., 14–15.                            |
| Egyenes kieséses szakasz | Negyeddöntők   | 2023. március 17.   | 2023. április 11–12.                                  | 2023. április 18–19.                                  |
| Egyenes kieséses szakasz | Elődöntők      | 2023. március 17.   | 2023. május 9–10.                                     | 2023. május 16–17.                                    |
| Egyenes kieséses szakasz | Döntő          | 2023. március 17.   | 2023. június 10., Atatürk Olimpiai Stadion, Isztambul | 2023. június 10., Atatürk Olimpiai Stadion, Isztambul |

## Selejtező
Zárójelben a csapatok 2022-es UEFA-együtthatói szerepelnek.

### Előselejtező
Az előselejtezőben 4 csapat vett részt.
| Kiemelt csapatok: - FCI Levadia (4,750) - La Fiorita (4,000) | Nem kiemelt csapatok: - Inter d’Escaldes (3,000) - Víkingur Reykjavík (1,075) |

Párosítások
Az előselejtező sorsolását 2022. június 7-én, 12 órától tartották. Az elődöntőket június 21-én, a döntőt június 24-én játszották. A győztes az 1. selejtezőkörbe jutott. A vesztes csapatok a Konferencia Liga 2. selejtezőkörének bajnoki ágára kerültek.
| 1. csapat             | Eredmény | 2. csapat             |
| --------------------- | -------- | --------------------- |
| Elődöntők             |          |                       |
| FCI Levadia           | 1–6      | Víkingur Reykjavík    |
| La Fiorita            | 1–2      | Inter Club d’Escaldes |
| Döntő                 |          |                       |
| Inter Club d’Escaldes | 0–1      | Víkingur Reykjavík    |

### 1. selejtezőkör
Az 1. selejtezőkörben 30 csapat vett részt.
- T: Az előselejtezőkörből továbbjutott csapat, a sorsoláskor nem volt ismert.

| Kiemelt csapatok: - Qarabağ (25,000) - Malmö FF (23,500) - Ludogorec Razgrad (23,000) - Sheriff Tiraspol (22,500) - CFR Cluj (19,500) - Bodø/Glimt (17,000) - Ferencváros (15,500) - Maribor (14,000) - Slovan Bratislava (13,000) - HJK (8,500) - The New Saints (8,500) - F91 Dudelange (8,500) - Žalgiris (8,000) - Lincoln Red Imps (7,250) - Shamrock Rovers (7,000) | Nem kiemelt csapatok: - Linfield (7,000) - Zrinjski Mostar (7,000) - Sahcjor Szalihorszk (6,250) - KÍ (6,250) - Sutjeska Nikšić (6,250) - Lech Poznań (6,000) - Hibernians (5,500) - Víkingur Reykjavík (4,750) (T) - Tobil (4,500) - Shkupi (4,500) - Pjunik (4,250) - RFS (4,000) - Dinamo Batumi (3,250) - Tirana (2,750) - Ballkani (1,633) |

Párosítások
Az 1. selejtezőkör sorsolását 2022. június 14-én, 12 órától tartották. Az első mérkőzéseket július 5-én és 6-án, a második mérkőzéseket július 12-én és 13-án játsszák. A párosítások győztesei a 2. selejtezőkörbe jutottak. A vesztes csapatok közül 13 az UEFA Európa Konferencia Liga 2. selejtezőkörének bajnoki ágára került, két vesztes, amelyet sorsolással döntöttek el, az UEFA Európa Konferencia Liga 3. selejtezőkörének bajnoki ágára került.
| 1. csapat         | Össz.Tooltip Aggregate score | 2. csapat           | 1. mérk. | 2. mérk.   |
| ----------------- | ---------------------------- | ------------------- | -------- | ---------- |
| Pjunik            | 2–2 (t. 4–3)                 | CFR Cluj            | 0–0      | 2–2 (h.u.) |
| Maribor           | 2–0                          | Sahcjor Szalihorszk | 0–0      | 2–0        |
| Ludogorec Razgrad | 3–0                          | Sutjeska Nikšić     | 2–0      | 1–0        |
| F91 Dudelange     | 3–1                          | Tirana              | 1–0      | 2–1        |
| Tobil             | 1–5                          | Ferencváros         | 0–0      | 1–5        |
| Malmö FF          | 6–5                          | Víkingur Reykjavík  | 3–2      | 3–3        |
| Ballkani          | 1–2                          | Žalgiris            | 1–1      | 0–1 (h.u.) |
| HJK               | 2–2 (t. 5–4)                 | RFS                 | 1–0      | 1–2 (h.u.) |
| Bodø/Glimt        | 4–3                          | KÍ                  | 3–0      | 1–3        |
| The New Saints    | 1–2                          | Linfield            | 1–0      | 0–2 (h.u.) |
| Shamrock Rovers   | 3–0                          | Hibernians          | 3–0      | 0–0        |
| Lech Poznań       | 2–5                          | Qarabağ             | 1–0      | 1–5        |
| Shkupi            | 3–2                          | Lincoln Red Imps    | 3–0      | 0–2        |
| Zrinjski Mostar   | 0–1                          | Sheriff Tiraspol    | 0–0      | 0–1        |
| Slovan Bratislava | 2–1                          | Dinamo Batumi       | 0–0      | 2–1 (h.u.) |

1. 1 2  A párosítás vesztese az UEFA Európa Konferencia Liga 3. selejtezőkörének bajnoki ágára került.

### 2. selejtezőkör
A 2. selejtezőkör két ágból állt. A bajnoki ágon 20 csapat, a nem bajnoki ágon 4 csapat vett részt.
- T: Az 1. selejtezőkörből továbbjutott csapat, a sorsoláskor nem volt ismert.
- A dőlt betűvel írt csapatok az 1. selejtezőkörben egy magasabb együtthatóval rendelkező csapat ellen győztek, és az ellenfél együtthatóját hozták magukkal.

Bajnoki ág
| Kiemelt csapatok: - Dinamo Zagreb (49,500) - Olimbiakósz (41,000) - Viktoria Plzeň (31,000) - Qarabağ (25,000) (T) - Malmö FF (23,500) (T) - Ludogorec Razgrad (23,000) (T) - Sheriff Tiraspol (22,500) (T) - Pjunik (19,500) (T) - Bodø/Glimt (17,000) (T) - Ferencváros (15,500) (T) | Nem kiemelt csapatok: - Maribor (14,000) (T) - Slovan Bratislava (13,000) (T) - HJK (8,500) (T) - F91 Dudelange (8,500) (T) - Linfield (8,250) (T) - Žalgiris (8,000) (T) - Shkupi (7,250) (T) - Makkabi Haifa (7,000) - Shamrock Rovers (7,000) (T) - Zürich (7,000) |

Nem bajnoki ág
| Kiemelt csapatok: - Dinamo Kijiv (44,000) - Midtjylland (19,000) | Nem kiemelt csapatok: - Fenerbahçe (14,500) - AÉK Lárnakasz (7,500) |

Párosítások
A 2. selejtezőkör sorsolását 2022. június 15-én, 12 órától tartották. Az első mérkőzéseket július 19-én és 20-án, a második mérkőzéseket július 26-án és 27-én játszották. A párosítások győztesei a 3. selejtezőkörbe jutottak. A vesztes csapatok az Európa-liga 3. selejtezőkörébe kerültek.
| 1. csapat         | Össz.Tooltip Aggregate score | 2. csapat         | 1. mérk. | 2. mérk.   |
| ----------------- | ---------------------------- | ----------------- | -------- | ---------- |
| Bajnoki ág        |                              |                   |          |            |
| Ferencváros       | 5–3                          | Slovan Bratislava | 1–2      | 4–1        |
| Dinamo Zagreb     | 3–2                          | Shkupi            | 2–2      | 1–0        |
| Qarabağ           | 5–4                          | Zürich            | 3–2      | 2–2 (h.u.) |
| HJK               | 1–7                          | Viktoria Plzeň    | 1–2      | 0–5        |
| Linfield          | 1–8                          | Bodø/Glimt        | 1–0      | 0–8.       |
| Žalgiris          | 3–0                          | Malmö FF          | 1–0      | 2–0        |
| Ludogorec Razgrad | 4–2                          | Shamrock Rovers   | 3–0      | 1–2        |
| Maribor           | 0–1                          | Sheriff Tiraspol  | 0–0      | 0–1        |
| Makkabi Haifa     | 5–1                          | Olimbiakósz       | 1–1      | 4–0        |
| Pjunik            | 4–2                          | F91 Dudelange     | 0–1      | 4–1        |
| Nem bajnoki ág    |                              |                   |          |            |
| Midtjylland       | 2–2 (t. 4–3)                 | AÉK Lárnakasz     | 1–1      | 1–1 (h.u.) |
| Dinamo Kijiv      | 2–1                          | Fenerbahçe        | 0–0      | 2–1 (h.u.) |

### 3. selejtezőkör
A 3. selejtezőkör két ágból állt. A bajnoki ágon 12 csapat, a nem bajnoki ágon 8 csapat vett részt.
- T: A 2. selejtezőkörből továbbjutott csapat, a sorsoláskor nem volt ismert.
- A dőlt betűvel írt csapatok a 2. selejtezőkörben egy magasabb együtthatóval rendelkező csapat ellen győztek, és az ellenfél együtthatóját hozták magukkal.

Bajnoki ág
| Kiemelt csapatok: - Dinamo Zagreb (49,500) (T) - Crvena zvezda (46,500) - Makkabi Haifa (41,000) (T) - Viktoria Plzeň (31,000) (T) - Qarabağ (25,000) (T) - Žalgiris (23,500) (T) | Nem kiemelt csapatok: - Ludogorec Razgrad (23,000) (T) - Sheriff Tiraspol (22,500) (T) - Bodø/Glimt (17,000) (T) - Ferencváros (15,500) (T) - Apóllon Lemeszú (14,000) - Pjunik (8,500) (T) |

Nem bajnoki ág
| Kiemelt csapatok: - Benfica (61,000) - Rangers (50,250) - Dinamo Kijiv (44,000) (T) - PSV Eindhoven (33,000) | Nem kiemelt csapatok: - Monaco (26,000) - Midtjylland (19,000) (T) - Sturm Graz (7,770) - Union Saint-Gilloise (6,120) |

Párosítások
A 3. selejtezőkör sorsolását 2022. július 18-án, 12 órától tartották. Az első mérkőzéseket augusztus 2-án és 3-án, a második mérkőzéseket augusztus 9-én játszották. A párosítások győztesei a rájátszásba jutottak. A bajnoki ág vesztes csapatai az Európa-liga rájátszásába, a nem bajnoki ág vesztes csapatai az Európa-liga csoportkörébe kerültek.
| 1. csapat            | Össz.Tooltip Aggregate score | 2. csapat       | 1. mérk. | 2. mérk.   |
| -------------------- | ---------------------------- | --------------- | -------- | ---------- |
| Bajnoki ág           |                              |                 |          |            |
| Makkabi Haifa        | 4–2                          | Apóllon Lemeszú | 4–0      | 0–2        |
| Qarabağ              | 4–2                          | Ferencváros     | 1–1      | 3–1        |
| Ludogorec Razgrad    | 3–6                          | Dinamo Zagreb   | 1–2      | 2–4        |
| Sheriff Tiraspol     | 2–4                          | Viktoria Plzeň  | 1–2      | 1–2        |
| Bodø/Glimt           | 6–1                          | Žalgiris        | 5–0      | 1–1        |
| Crvena zvezda        | 7–0                          | Pjunik          | 5–0      | 2–0        |
| Nem bajnoki ág       |                              |                 |          |            |
| Monaco               | 3–4                          | PSV Eindhoven   | 1–1      | 2–3 (h.u.) |
| Dinamo Kijiv         | 3–1                          | Sturm Graz      | 1–0      | 2–1 (h.u.) |
| Union Saint-Gilloise | 2–3                          | Rangers         | 2–0      | 0–3        |
| Benfica              | 7–2                          | Midtjylland     | 4–1      | 3–1        |

### Rájátszás
A rájátszás két ágból áll. A bajnoki ágon 8 csapat, a nem bajnoki ágon 4 csapat vesz részt.
- T: A 3. selejtezőkörből továbbjutott csapat, a sorsoláskor nem volt ismert.
- A dőlt betűvel írt csapatok a 3. selejtezőkörben egy magasabb együtthatóval rendelkező csapat ellen győztek, és az ellenfél együtthatóját hozták magukkal.

Bajnoki ág
| - Dinamo Zagreb (49,500) (T) - Crvena zvezda (46,500) (T) - København (40,500) - Viktoria Plzeň (31,000) (T) | - Qarabağ (25,000) (T) - Bodø/Glimt (17,000) (T) - Makkabi Haifa (14,000) (T) - Trabzonspor (5,500) |

Nem bajnoki ág
| - Benfica (61,000) (T) - Rangers (50,250) (T) | - Dinamo Kijiv (44,000) (T) - PSV Eindhoven (33,000) (T) |

Párosítások
A rájátszás sorsolását 2022. augusztus 1-jén, 12 órától tartották. Az első mérkőzéseket augusztus 16-án és 17-én, a második mérkőzéseket augusztus 23-án és 24-én játszották. A párosítások győztesei a csoportkörbe jutottak. A vesztes csapatok az Európa-liga csoportkörébe kerültek.
| 1. csapat      | Össz.Tooltip Aggregate score | 2. csapat      | 1. mérk. | 2. mérk.   |
| -------------- | ---------------------------- | -------------- | -------- | ---------- |
| Bajnoki ág     |                              |                |          |            |
| Qarabağ        | 1–2                          | Viktoria Plzeň | 0–0      | 1–2        |
| Bodø/Glimt     | 2–4                          | Dinamo Zagreb  | 1–0      | 1–4 (h.u.) |
| Makkabi Haifa  | 5–4                          | Crvena zvezda  | 3–2      | 2–2        |
| København      | 2–1                          | Trabzonspor    | 2–1      | 0–0        |
| Nem bajnoki ág |                              |                |          |            |
| Dinamo Kijiv   | 0–5                          | Benfica        | 0–2      | 0–3        |
| Rangers        | 3–2                          | PSV Eindhoven  | 2–2      | 1–0        |

## Csoportkör
Az alábbi csapatok vesznek részt a csoportkörben:
- 26 csapat ebben a körben lépett be
- 6 győztes csapat a UEFA-bajnokok ligája rájátszásából (4 a bajnoki ágról, 2 a nem bajnoki ágról)

A sorsolás előtt a csapatokat 4 kalapba sorolták be, a következők szerint:
- Az 1. kalapba kerül az Európa-liga címvédője és a 2021-es ország-együttható szerinti első hét ország bajnokcsapata.[2]
- A 2., 3. és 4. kalapba került a többi csapat, a 2022-es klub-együtthatóik sorrendjében.[8]

A csoportkör sorsolását 2022. augusztus 25-én tartották. A mérkőzéseket szeptember 6. és november 2. között játsszák le.
| 1. kalap - Real MadridBL (124,000) - Eintracht FrankfurtEL (61,000) - Manchester City (134,000) - Milan (38,000) - Bayern München (138,000) - Paris Saint-Germain (112,000) - Ajax (82,500) - Porto (80,000) 2. kalap - Liverpool (134,000) - Chelsea (123,000) - Barcelona (114,000) - Juventus (107,000) - Atlético Madrid (105,000) - Sevilla (91,000) - RB Leipzig (83,000) - Tottenham Hotspur (83,000) | 3. kalap - Borussia Dortmund (78,000) - Red Bull Salzburg (71,000) - Sahtar Doneck (71,000) - Internazionale (67,000) - Napoli (66,000) - Benfica (61,000) - Sporting CP (55,500) - Bayer Leverkusen (53,000) 4. kalap - Rangers (50,250) - Dinamo Zagreb (49,500) - Marseille (44,000) - København (40,500) - Club Brugge (38,500) - Celtic (33,000) - Viktoria Plzeň (31,000) - Makkabi Haifa (7,000) |

### A csoport
| Hely. | Csapat    | M | Gy | D | V | G+ | G– | Gk  | P  | Továbbjutás                                       |  | NAP | LIV | AJX | RAN |
| ----- | --------- | - | -- | - | - | -- | -- | --- | -- | ------------------------------------------------- |  | --- | --- | --- | --- |
| 1.    | Napoli    | 6 | 5  | 0 | 1 | 20 | 6  | +14 | 15 | Továbbjutott a nyolcaddöntőbe                     |  | —   | 4–1 | 4–2 | 3–0 |
| 2.    | Liverpool | 6 | 5  | 0 | 1 | 17 | 6  | +11 | 15 | Továbbjutott a nyolcaddöntőbe                     |  | 2–0 | —   | 2–1 | 2–0 |
| 3.    | Ajax      | 6 | 2  | 0 | 4 | 11 | 16 | −5  | 6  | Átkerült az Európa-liga nyolcaddöntő rájátszásába |  | 1–6 | 0–3 | —   | 4–0 |
| 4.    | Rangers   | 6 | 0  | 0 | 6 | 2  | 22 | −20 | 0  |                                                   |  | 0–3 | 1–7 | 1–3 | —   |

1. 1 2  Az egymás elleni eredmény döntetlen. Egymás elleni gólkülönbség: Napoli +1, Liverpool −1.

### B csoport
| Hely. | Csapat           | M | Gy | D | V | G+ | G– | Gk | P  | Továbbjutás                                       |  | POR | BRU | LEV | ATM |
| ----- | ---------------- | - | -- | - | - | -- | -- | -- | -- | ------------------------------------------------- |  | --- | --- | --- | --- |
| 1.    | Porto            | 6 | 4  | 0 | 2 | 12 | 7  | +5 | 12 | Továbbjutott a nyolcaddöntőbe                     |  | —   | 0–4 | 2–0 | 2–1 |
| 2.    | Club Brugge      | 6 | 3  | 2 | 1 | 7  | 4  | +3 | 11 | Továbbjutott a nyolcaddöntőbe                     |  | 0–4 | —   | 1–0 | 2–0 |
| 3.    | Bayer Leverkusen | 6 | 1  | 2 | 3 | 4  | 8  | −4 | 5  | Átkerült az Európa-liga nyolcaddöntő rájátszásába |  | 0–3 | 0–0 | —   | 2–0 |
| 4.    | Atlético Madrid  | 6 | 1  | 2 | 3 | 5  | 9  | −4 | 5  |                                                   |  | 1–1 | 0–0 | 2–2 | —   |

1. 1 2  Egymás elleni pontok: Bayer Leverkusen 4, Atlético Madrid 1.

### C csoport
| Hely. | Csapat         | M | Gy | D | V | G+ | G– | Gk  | P  | Továbbjutás                                       |  | BAY | INT | BAR | PLZ |
| ----- | -------------- | - | -- | - | - | -- | -- | --- | -- | ------------------------------------------------- |  | --- | --- | --- | --- |
| 1.    | Bayern München | 6 | 6  | 0 | 0 | 18 | 2  | +16 | 18 | Továbbjutott a nyolcaddöntőbe                     |  | —   | 2–0 | 2–0 | 5–0 |
| 2.    | Internazionale | 6 | 3  | 1 | 2 | 10 | 7  | +3  | 10 | Továbbjutott a nyolcaddöntőbe                     |  | 0–2 | —   | 1–0 | 4–0 |
| 3.    | Barcelona      | 6 | 2  | 1 | 3 | 12 | 12 | 0   | 7  | Átkerült az Európa-liga nyolcaddöntő rájátszásába |  | 0–3 | 3–3 | —   | 5–1 |
| 4.    | Viktoria Plzeň | 6 | 0  | 0 | 6 | 5  | 24 | −19 | 0  |                                                   |  | 2–4 | 0–2 | 2–4 | —   |

### D csoport
| Hely. | Csapat              | M | Gy | D | V | G+ | G– | Gk | P  | Továbbjutás                                       |  | TOT | FRA | SPO | MAR |
| ----- | ------------------- | - | -- | - | - | -- | -- | -- | -- | ------------------------------------------------- |  | --- | --- | --- | --- |
| 1.    | Tottenham Hotspur   | 6 | 3  | 2 | 1 | 8  | 6  | +2 | 11 | Továbbjutott a nyolcaddöntőbe                     |  | —   | 3–2 | 2–1 | 2–0 |
| 2.    | Eintracht Frankfurt | 6 | 3  | 1 | 2 | 7  | 8  | −1 | 10 | Továbbjutott a nyolcaddöntőbe                     |  | 0–0 | —   | 0–3 | 2–1 |
| 3.    | Sporting CP         | 6 | 2  | 1 | 3 | 8  | 9  | −1 | 7  | Átkerült az Európa-liga nyolcaddöntő rájátszásába |  | 2–0 | 1–2 | —   | 0–2 |
| 4.    | Marseille           | 6 | 2  | 0 | 4 | 8  | 8  | 0  | 6  |                                                   |  | 1–2 | 0–1 | 4–1 | —   |

### E csoport
| Hely. | Csapat            | M | Gy | D | V | G+ | G– | Gk | P  | Továbbjutás                                       |  | CHE | MIL | SAL | DZG |
| ----- | ----------------- | - | -- | - | - | -- | -- | -- | -- | ------------------------------------------------- |  | --- | --- | --- | --- |
| 1.    | Chelsea           | 6 | 4  | 1 | 1 | 10 | 4  | +6 | 13 | Továbbjutott a nyolcaddöntőbe                     |  | —   | 3–0 | 1–1 | 2–1 |
| 2.    | Milan             | 6 | 3  | 1 | 2 | 12 | 7  | +5 | 10 | Továbbjutott a nyolcaddöntőbe                     |  | 0–2 | —   | 4–0 | 3–1 |
| 3.    | Red Bull Salzburg | 6 | 1  | 3 | 2 | 5  | 9  | −4 | 6  | Átkerült az Európa-liga nyolcaddöntő rájátszásába |  | 1–2 | 1–1 | —   | 1–0 |
| 4.    | Dinamo Zagreb     | 6 | 1  | 1 | 4 | 4  | 11 | −7 | 4  |                                                   |  | 1–0 | 0–4 | 1–1 | —   |

### F csoport
| Hely. | Csapat        | M | Gy | D | V | G+ | G– | Gk  | P  | Továbbjutás                                       |  | RMA | RBL | SAH | CEL |
| ----- | ------------- | - | -- | - | - | -- | -- | --- | -- | ------------------------------------------------- |  | --- | --- | --- | --- |
| 1.    | Real Madrid   | 6 | 4  | 1 | 1 | 15 | 6  | +9  | 13 | Továbbjutott a nyolcaddöntőbe                     |  | —   | 2–0 | 2–1 | 5–1 |
| 2.    | RB Leipzig    | 6 | 4  | 0 | 2 | 13 | 9  | +4  | 12 | Továbbjutott a nyolcaddöntőbe                     |  | 3–2 | —   | 1–4 | 3–1 |
| 3.    | Sahtar Doneck | 6 | 1  | 3 | 2 | 8  | 10 | −2  | 6  | Átkerült az Európa-liga nyolcaddöntő rájátszásába |  | 1–1 | 0–4 | —   | 1–1 |
| 4.    | Celtic        | 6 | 0  | 2 | 4 | 4  | 15 | −11 | 2  |                                                   |  | 0–3 | 0–2 | 1–1 | —   |

### G csoport
| Hely. | Csapat            | M | Gy | D | V | G+ | G– | Gk  | P  | Továbbjutás                                       |  | MCI | DOR | SEV | CPH |
| ----- | ----------------- | - | -- | - | - | -- | -- | --- | -- | ------------------------------------------------- |  | --- | --- | --- | --- |
| 1.    | Manchester City   | 6 | 4  | 2 | 0 | 14 | 2  | +12 | 14 | Továbbjutott a nyolcaddöntőbe                     |  | —   | 2–1 | 3–1 | 5–0 |
| 2.    | Borussia Dortmund | 6 | 2  | 3 | 1 | 10 | 5  | +5  | 9  | Továbbjutott a nyolcaddöntőbe                     |  | 0–0 | —   | 1–1 | 3–0 |
| 3.    | Sevilla           | 6 | 1  | 2 | 3 | 6  | 12 | −6  | 5  | Átkerült az Európa-liga nyolcaddöntő rájátszásába |  | 0–4 | 1–4 | —   | 3–0 |
| 4.    | København         | 6 | 0  | 3 | 3 | 1  | 12 | −11 | 3  |                                                   |  | 0–0 | 1–1 | 0–0 | —   |

### H csoport
| Hely. | Csapat              | M | Gy | D | V | G+ | G– | Gk  | P  | Továbbjutás                                       |  | BEN | PAR | JUV | MHA |
| ----- | ------------------- | - | -- | - | - | -- | -- | --- | -- | ------------------------------------------------- |  | --- | --- | --- | --- |
| 1.    | Benfica             | 6 | 4  | 2 | 0 | 16 | 7  | +9  | 14 | Továbbjutott a nyolcaddöntőbe                     |  | —   | 1–1 | 4–3 | 2–0 |
| 2.    | Paris Saint-Germain | 6 | 4  | 2 | 0 | 16 | 7  | +9  | 14 | Továbbjutott a nyolcaddöntőbe                     |  | 1–1 | —   | 2–1 | 7–2 |
| 3.    | Juventus            | 6 | 1  | 0 | 5 | 9  | 13 | −4  | 3  | Átkerült az Európa-liga nyolcaddöntő rájátszásába |  | 1–2 | 1–2 | —   | 3–1 |
| 4.    | Makkabi Haifa       | 6 | 1  | 0 | 5 | 7  | 21 | −14 | 3  |                                                   |  | 1–6 | 1–3 | 2–0 | —   |

1. 1 2  Az egymás elleni eredmény, az összes gólkülönbség, az összes szerzett gól döntetlen. Idegenben szerzett gólok: Benfica 9, Paris Saint-Germain 6.
2. 1 2  Az egymás elleni eredmény döntetlen. Az összes gólkülönbség döntött.

## Egyenes kieséses szakasz
Az egyenes kieséses szakaszban az a tizenhat csapat vesz részt, amelyek a csoportkör során a saját csoportjuk első két helyének valamelyikén végeznek.

### Nyolcaddöntők
A sorsolást 2022. november 7-én tartották. Az első mérkőzéseket 2023. február 14. és 22. között, a visszavágókat március 7. és 15. között játszották.
| 1. csapat           | Össz.Tooltip Aggregate score | 2. csapat         | 1. mérk. | 2. mérk. |
| ------------------- | ---------------------------- | ----------------- | -------- | -------- |
| RB Leipzig          | 1–8                          | Manchester City   | 1–1      | 0–7      |
| Club Brugge         | 1–7                          | Benfica           | 0–2      | 1–5      |
| Liverpool           | 2–6                          | Real Madrid       | 2–5      | 0–1      |
| Milan               | 1–0                          | Tottenham Hotspur | 1–0      | 0–0      |
| Eintracht Frankfurt | 0–5                          | Napoli            | 0–2      | 0–3      |
| Borussia Dortmund   | 0–2                          | Chelsea           | 1–0      | 0–2      |
| Internazionale      | 1–0                          | Porto             | 1–0      | 0–0      |
| Paris Saint-Germain | 0–3                          | Bayern München    | 0–1      | 0–2      |

### Negyeddöntők
A negyeddöntők, az elődöntők és a döntő pályaválasztójának sorsolását 2023. március 17-én tartották. A negyeddöntő első mérkőzéseit 2023. április 11-én és 12-én, a második mérkőzéseket április 18-án és 19-én játsszák.
| 1. csapat       | Össz.Tooltip Aggregate score | 2. csapat      | 1. mérk. | 2. mérk. |
| --------------- | ---------------------------- | -------------- | -------- | -------- |
| Real Madrid     | 4–0                          | Chelsea        | 2–0      | 2–0      |
| Benfica         | 3–5                          | Internazionale | 0–2      | 3–3      |
| Manchester City | 4–1                          | Bayern München | 3–0      | 1–1      |
| Milan           | 2–1                          | Napoli         | 1–0      | 1–1      |

1. ↑  A sorsoláshoz képest a pályaválasztói jogot felcserélték.

### Elődöntők
Az első mérkőzéseket 2023. május 9-én és 10-én, a második mérkőzéseket május 16-án és 17-én játsszák.
| 1. csapat   | Össz.Tooltip Aggregate score | 2. csapat       | 1. mérk. | 2. mérk. |
| ----------- | ---------------------------- | --------------- | -------- | -------- |
| Milan       | 0–3                          | Internazionale  | 0–2      | 0–1      |
| Real Madrid | 1–5                          | Manchester City | 1–1      | 0–4      |

### Döntő
A döntőt 2023. június 10-én játsszák.
| 2023. június 10. 21:00 |

| Manchester City | 1–0   | Internazionale |
| --------------- | ----- | -------------- |
| Rodri 68'       | (0–0) |                |

| Atatürk Olimpiai Stadion, Isztambul Nézőszám: 71 412 Játékvezető: Szymon Marciniak (lengyel) |

## Statisztikák
A selejtező fordulókat nem számítva. 2023. március 14-ei adatok alapján.

### Gólok
| Helyezés | Játékos                  | Csapat              | Gólok | Játszott percek |
| -------- | ------------------------ | ------------------- | ----- | --------------- |
| 1        | Erling Haaland           | Manchester City     | 10    | 402             |
| 2        | Mohamed Szaláh           | Liverpool           | 8     | 534             |
| 3        | Kylian Mbappé            | Paris Saint-Germain | 7     | 651             |
| 4        | Vinícius Júnior          | Real Madrid         | 6     | 531             |
| 4        | João Mário               | Benfica             | 6     | 686             |
| 6        | Robert Lewandowski       | Barcelona           | 5     | 442             |
| 6        | Mehdi Táremi             | Porto               | 5     | 613             |
| 6        | Rafa Silva               | Benfica             | 5     | 656             |
| 9        | Giacomo Raspadori        | Napoli              | 4     | 212             |
| 9        | Giovanni Simeone         | Napoli              | 4     | 251             |
| 9        | Darwin Núñez             | Liverpool           | 4     | 344             |
| 9        | Eric Maxim Choupo-Moting | Bayern München      | 4     | 370             |
| 9        | Leroy Sané               | Bayern München      | 4     | 403             |
| 9        | Mohammed Kudus           | Ajax                | 4     | 451             |
| 9        | Olivier Giroud           | Milan               | 4     | 601             |
| 9        | Lionel Messi             | Paris Saint-Germain | 4     | 615             |
| 9        | Jude Bellingham          | Borussia Dortmund   | 4     | 630             |

### Gólpasszok
| Helyezés | Játékos                    | Csapat                         | Gólpasszok | Játszott percek |
| -------- | -------------------------- | ------------------------------ | ---------- | --------------- |
| 1        | João Cancelo               | Manchester City Bayern München | 5          | 426             |
| 2        | Diogo Jota                 | Liverpool                      | 4          | 206             |
| 2        | Kevin De Bruyne            | Manchester City                | 4          | 355             |
| 2        | Leon Goretzka              | Bayern München                 | 4          | 427             |
| 2        | Hvicsa Kvarachelia         | Napoli                         | 4          | 454             |
| 2        | Lionel Messi               | Paris Saint-Germain            | 4          | 615             |
| 7        | Ángel Di María             | Juventus                       | 3          | 146             |
| 7        | Serge Gnabry               | Bayern München                 | 3          | 259             |
| 7        | André-Frank Zambo Anguissa | Napoli                         | 3          | 489             |
| 7        | Mohamed Simakan            | RB Leipzig                     | 3          | 515             |
| 7        | André Silva                | RB Leipzig                     | 3          | 534             |
| 7        | Neymar                     | Paris Saint-Germain            | 3          | 539             |
| 7        | Ivan Perišić               | Tottenham Hotspur              | 3          | 574             |
| 7        | Joshua Kimmich             | Bayern München                 | 3          | 630             |
| 7        | Kylian Mbappé              | Paris Saint-Germain            | 3          | 651             |
| 7        | Álex Grimaldo              | Benfica                        | 3          | 720             |